# Édouard Taeymans
Édouard Taeymans est un gymnaste belge né le 20 avril 1893.

## Biographie
Édouard Taeymans fait partie de l'équipe de Belgique qui remporte la médaille de bronze en système suédois par équipes aux Jeux olympiques d'été de 1920 se tenant à Anvers.